# Aldemaro Romero
Aldemaro Romero OAB (Valencia, Estado Carabobo, 12 de marzo de 1928 - Caracas, Venezuela, 15 de septiembre de 2007) fue un músico, compositor, arreglista y director de orquesta venezolano.

## Biografía
Fue el segundo de los cuatro hijos de Rafael Romero Osío y Luisa Zerpa de Romero, ambos nativos de Valencia.  Comenzó sus estudios musicales con su padre, quien era director de la Banda del Estado Yaracuy. A los 9 años, ya era cantante y el primer locutor de radio infantil en la emisora La Voz de Carabobo. Allí animaba un espacio llamado La Hora Infantil junto a su hermana Rosalía Romero, menor de edad igual que él. Además, en dicho espacio también vendía publicidad.
En 1942, la familia se trasladó a Caracas y recibió como regalo de una de las abuelas de Aldemaro, una pianola, la cual fue transformada rápidamente en piano, y en la cual adquirió el futuro músico el primer conocimiento del instrumento. El padre de Aldemaro intentó disuadirle de iniciar carrera como músico y lo hizo inscribir en una escuela técnica industrial. Sin embargo el futuro artista no continuó sus estudios ya que había hecho planes para seguir el oficio de músico.
Durante el período de 1942 a 1948, Romero hizo contactos con varios músicos aficionados en Caracas y comenzó a tocar en clubes nocturnos. Paralelamente, tomaba clases de música con el compositor venezolano Moisés Moleiro. Su primer trabajo es como pianista en salones nocturnos y en orquestas de baile siendo la primera de ellas la orquesta Sonora Caracas. En 1944, firma un contrato con la emisora caraqueña Radio Libertador en la cual funge de pianista de planta. Allí conoce al director de orquesta popular Luis Alfonzo Larrain, con quien toma clases de música y de quien recibe fundamentos de disciplina, de los cuales hará uso más tarde cuando dirija sus propias agrupaciones. Larrain le asigna, gracias a su talento, el triple rol de subdirector, arreglista y pianista de su orquesta. Con esta agrupación inicia su carrera de compositor con el bolero "Me queda el consuelo". Se separa después de esa orquesta al unirse a la agrupación bailable de los cantantes populares Rafael "Rafa" Galindo y Víctor Pérez, continuando su rol de pianista. En 1948, se independiza creando su primera orquesta de baile llamada "Aldemaro Romero y su Orquesta" la cual dura hasta 1950, cuando tiene una actuación en la cinta venezolana "Tres meses de vida". Realiza actuaciones en radios caraqueñas y en 1952, llamado por su amigo, el tenor Alfredo Sadel, se marcha a Nueva York firmando contrato con la disquera transnacional RCA Victor para grabar con orquestas de estudio. En 1954, esta empresa inicia una serie exitosa de álbumes en formato LP de 12 pulgadas, de música latina popular, en arreglos estilizados, denominada Dinner In.... El joven Aldemaro Romero así forma parte de una lista de músicos veteranos tales como, el argentino Terig Tucci, el mexicano Pablo Ruiz, el brasileño Rafael "Fafa" Lemos Junior y el cubano René Touzet la pléyade de artistas que dio vida a esta serie discográfica. 

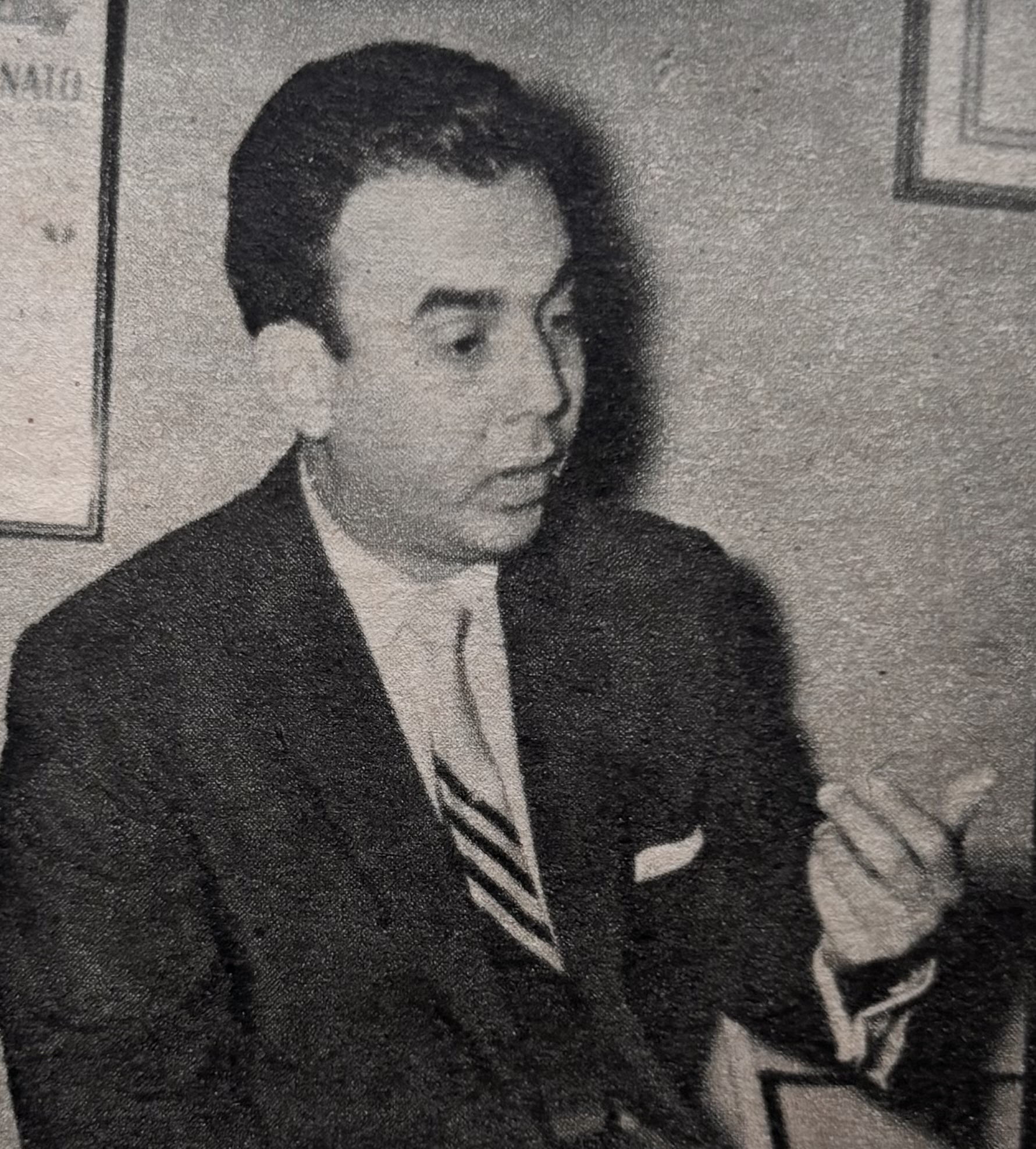
Aldemaro en 1964.

El álbum grabado por Romero fue Dinner in Caracas, su primer disco LP, realizado con músicos estadounidenses y dos venezolanos, uno de ellos el propio Romero, y el otro, el contrabajista. Esta grabación fue realizada en formato monaural, en momentos en que la estereofonía y la grabación multipista aún no hacían su aparición formal. Con este álbum, Romero superó los registros de venta hasta entonces conocidos en el mercado discográfico de América del Sur y concluye esta serie en 1956, con Dinner In Colombia, grabado en los estudios de RCA Víctor Mexicana. Luego, grabó numerosos álbumes en diferentes países, entre ellos, Cuba. En este país, realiza la dirección y el arreglo para el tema "Alma Libre" grabado a dúo por su amigo Alfredo Sadel y Benny Moré.
En Estados Unidos, su capacidad como arreglista y director lo condujo a colaborar con orquestas y cantantes populares, como Dean Martin, Jerry Lee Lewis, Stan Kenton, Machito y Tito Puente, además de dirigir la orquesta de solistas de los empleados de la empresa automotriz General Motors. En 1957 creó en Estados Unidos una Gran Orquesta bajo el género del mambo y fue contratado para los Carnavales de Caracas en el Hotel Avila. Ese año lo hizo acompañando al vocalista cubano Miguel de Gonzalo. La orquesta es considerada como una atracción extranjera por no ser venezolanos sus integrantes, exceptuando al propio Romero. Sin embargo esto no es obstáculo para que sus presentaciones fueran exitosas. Paralelamente, firmó un contrato con la empresa venezolana Discos Cymbal para la realización de discos de música venezolana. En algunos casos lo hizo bajo el mismo formato de la serie discográfica de RCA Víctor "Dinner in..." y en su mayoría, grabados en Estados Unidos. Durante su permanencia con Discos Cymbal, Romero volvió a grabar el repertorio de Dinner in Caracas en abril de 1959 con tecnología multipista, pero el disco resultante fue denominado Caracas at dinner time.
En 1960 volvió a Venezuela, para ser el productor y presentador del programa televisivo "El show de Aldemaro Romero" en el cual cumplía otras funciones más, entre ellas la de escenógrafo. Allí acompañaba o presentaba a cantantes venezolanos y extranjeros de la época como el cuarteto Los Cuatro y Simón Díaz quien recién iniciaba su carrera de actor y cantante popular. Para septiembre de 1964 participó en una presentación donde ejecuta jazz demostrando su versatilidad musical. Hacia 1965, grabó con el desaparecido vocalista juvenil Cherry Navarro el pasodoble "Adiós, Madrid" en un atisbo de lo que sería posteriormente, el movimiento de la Onda Nueva.  En 1967, el productor y locutor Renny Ottolina llamó a Romero para componer los temas incidentales y principales de la escenificación para la televisión del cuento infantil "El angelito más pequeño". Destaca de todos estos temas, el Sueño de una niña grande, vocalizado en esa oportunidad por el ya desaparecido actor y cantante venezolano Germán Freites. Hacia 1968 firmó un nuevo contrato con RCA Víctor en Italia, para grabar en ese país la segunda parte de "Dinner In Caracas". 

### La Onda Nueva

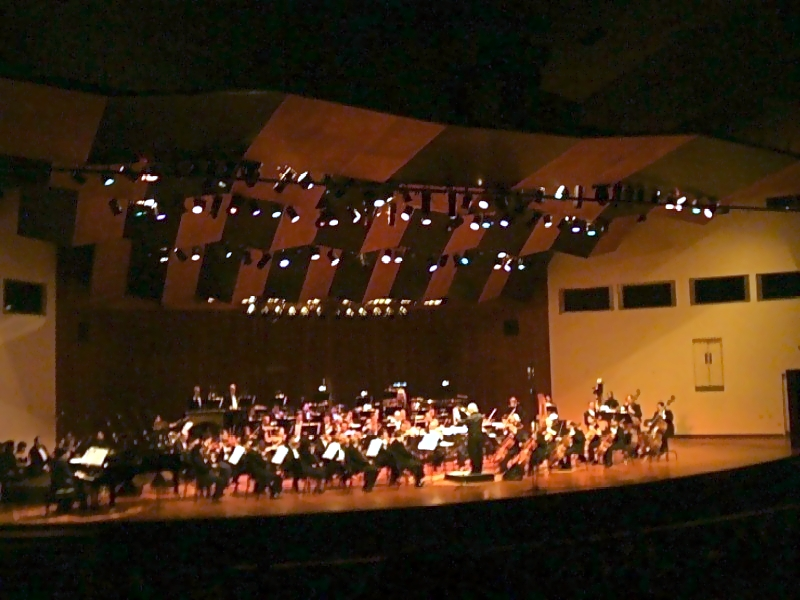
Aldemaro Romero dirigiendo la Orquesta Sinfónica Municipal de Caracas en la celebración del 50 aniversario de Dinner in Caracas.

Durante una convalecencia, Aldemaro Romero, encuentra la inspiración para presentar en el año 1968 su creación de una nueva forma de interpretación de música venezolana, conocida como Onda Nueva, derivada del joropo e influenciada por el jazz y la bossanova brasileña. La idea también surge debido a que, hasta entonces, la música venezolana carecía de movimientos innovadores que la hicieran modernizarse. Cuando Romero presentó esta idea a su amigo, el publicista y músico de origen austríaco, ya desaparecido, Jacques Braunstein, solicitándole su parecer, él respondió que aquello le parecía "una Onda Nueva", lo cual sirvió de identificación al movimiento musical desde ese momento hasta la actualidad. Sin embargo, existe otra versión según la cual el músico Frank Hernández (colaborador de Romero en los años de vigencia del movimiento) señaló que el surgimiento de la Onda Nueva se debió a un encargo realizado por una empresa publicitaria a Romero, que no gustó a esta empresa, aunque sí a los músicos participantes. Según esta otra versión, el resultado fue aplicado por Romero y Hernández a "diferentes tipos de música". Sin embargo Hernández reafirmó el mérito del músico Braunstein, por haber dado el nombre al movimiento musical. En 1970, durante una permanencia en México, Romero hace un convenio con la compañía "Discos Musart" para grabar música mexicana en el estilo de la Onda Nueva respaldando con orquesta a la vocalista chilena Monna Bell. De esta colaboración, surgió el LP "La Onda Nueva en México", el cual no contó con suficiente publicidad al ser boicoteada su distribución por el gobierno mexicano de la época.
Luego de la creación de la Onda Nueva, de 1971 a 1973, para impulsar este género musical Romero creó los Festivales de la Onda Nueva en los que se presentaron destacados músicos y solistas tales como Franck Pourcel, Paul Mauriat, Charlie Byrd, Astor Piazzolla, Juan Gabriel, Armando Manzanero, Consuelo Velázquez, Augusto Alguero, Eliana Pitman, Trini Lopez, Chico Novarro, Helmut Zacharias y Marco Antonio Muñiz, además de artistas venezolanos como Mirla Castellanos, Alfredo Sadel, Carlos Almenar Otero, Carlos Moreán y Henry Stephen. Estos festivales significaron un gran esfuerzo económico (más de un millón de la moneda de ese momento) y organizativo para Aldemaro Romero. Desafortunadamente, estos festivales carecieron de proyección en el exterior, por lo que dejaron de existir, lo que no impidió que Romero siguiera difundiendo hasta donde alcanzaron sus esfuerzos, tanto en Venezuela como en el exterior los temas que había escrito varios años antes, adaptados a este movimiento musical.

## Estancia en Inglaterra
Entre 1975 y 77 vivió Aldemaro Romero en Inglaterra. Allí grabó con la Orquesta Sinfónica de Londres el Oratorio a Simón Bolívar, con los cantantes Morella Muñoz, Blas Martínez,  Ramón Iriarte. En Londres compuso varias obras como la "Suite de las tres campañas", que constituye junto con "La Epopeya de Bolívar", "Manuela" y el Réquiem para Bolívar, cuatro obras dedicadas a la memoria de El Libertador, Simón Bolívar.

## Orquesta Filarmónica de Caracas
También tuvo un papel importante en el campo de la música "culta". En 1979 fundó la Orquesta Filarmónica de Caracas, de la que fue su primer director y que desapareció años después, al negarle apoyo económico el gobierno del expresidente venezolano Jaime Lusinchi hacia 1983 al suspenderle el subsidio anual que se le otorgaba, según palabras del mandatario "para evitar que Aldemaro se hiciera rico". También dirigió la Orquesta Sinfónica de Londres, la Orquesta de Cámara Inglesa, la Orquesta Rumana de Radio y Televisión y la Real Orquesta Filarmónica. También viajó extensivamente, desarrollando su arte en numerosos países: México, Puerto Rico, Colombia, Perú, Brasil, Argentina, España, Francia, Grecia, Suiza, Suecia, Italia, Rusia, Egipto y Japón.

### 1980s
En esta década, Aldemaro Romero incursiona en el negocio discográfico con su empresa Supra Vox en la que edita por vez primera álbumes con su propia voz, en géneros muy diferentes a los que había manejado previamente, más para complacer un antojo personal que por motivos comerciales. La disquera tuvo una vida efímera, pero a pesar de ello, Romero siguió haciendo programas de radio y televisión junto a su amigo, el humorista, poeta y publicista  Manuel Graterol "Graterolacho" Santander y dedicándose a la actividad musical en diferentes facetas tales como hacer composiciones y proyectar vocalistas para difundir sus temas.

### Fallecimiento
A pesar de estar semirretirado de la actividad discográfica, a mediados de 2006, grabó lo que sería su último álbum: Aldemaro Romero y su música. Allí interpretó sus canciones junto a reconocidos músicos como Rafael "El Pollo" Brito, Saúl Vera, Alfredo Naranjo, entre otros. Falleció al complicarse el estado de su salud, siendo diabético, con una oclusión intestinal en la mañana del 15 de septiembre de 2007. Por deseo expreso, sus cenizas fueron esparcidas  en el lago de Como (Italia)

## Premios
En 1969 Aldemaro Romero recibió el Premio de la Paz de los intelectuales soviéticos, en el festival de cine de Moscú por la música de la película La Epopeya de Simón Bolivar. También obtuvo el primer premio como compositor y director en el Festival de las Palmas en Mallorca (España), el Festival Musical de los Juegos Olímpicos en Grecia, y en el Festival de la Canción Latina de México. Por su extenso trabajo, recibió numerosos reconocimientos en su país, siendo galardonado con las órdenes al mérito Andrés Bello, Diego de Losada, Francisco de Miranda y las órdenes del Mérito al Trabajo, todas en su primera clase, concedidas por el gobierno venezolano a los políticos, artistas y personas con logros excepcionales. En el año 2000 obtuvo el Premio Nacional de Música, y en 2006 los grados de doctor honoris causa de la Universidad de Carabobo, Universidad del Zulia y Universidad Lisandro Alvarado de Barquisimeto.

## Legado

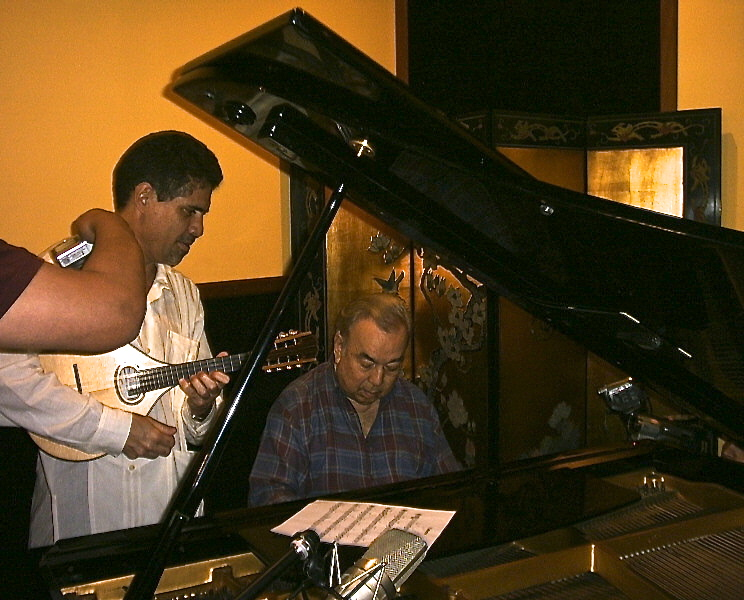
Saúl Vera y Aldemaro Romero (al piano).

El crítico musical Eleazar López-Contreras González hizo referencia al legado artístico de Aldemaro Romero, mencionando que habría dejado obras de tipo popular y de carácter académico, de las cuales dejó más de ochenta, muchas de ellas sin estrenar, a su fallecimiento y que su estilo como músico fue definido por Moisés Moleiro, en cuanto a la técnica de ejecución del piano y su uso de la música autóctona por el pianista dominicano-venezolano Rafael Minaya, quien amplió su visión de la orquestación moderna y el jazz, además de las influencias de otros músicos y orquestadores de moda en su época juvenil, como el cubano Francisco Raúl "Machito" Gutiérrez y el estadounidense Stan Kenton. Para López Contreras, Aldemaro Romero, por sus influencias y la variedad de las temáticas de sus ejecuciones y composiciones es "el músico más completo, más polifacético, más innovador y de mayor talento que ha tenido Venezuela".
Entre su vasta producción destacan obras como "Catatumbo, música para ballet" (2001); "Oberturas sinfónicas Fantasía napolitana" (2001); "Dentro de un penetrable de Jesús Soto" (2002); "Cantos de Barlovento" (2003); "La perla negra" (2003); "Carnaval llanero" (2003); "El gran calipso" (2003) y "Stabat Mater" (2006). Taambié compuso un gran número de conciertos para instrumentos de cuerda, viento, teclado y percusión y agrupaciones corales. Entre ellos destacan: "Suite para violonchelo y piano" (1977); "Cuarteto latinoamericano para saxofones" (1977); "Preludio y Quirpa, para cuarteto de saxofones" (1997); "Concierto criollo, para arpa y orquesta" (2000); "Concierto para flauta y orquesta" (2000); "Concierto moruno, para oboe y orquesta" (2000); "Petit concert pour Nicole, Overtura para violín y orquesta sinfónica" (2001); "Concierto para Teresa, Concierto para piano y orquesta sinfónica" (2001); "Concierto del delfín, Concierto para violonchelo y orquesta sinfónica" (2001); "Concierto feliz, Obertura para clavecín y orquesta Sinfónica" (2002); "Capriccio para viola y pianoforte" (2002); "Bienmesabe, Obertura para ensamble y violín obligato" (2002); "Suite Avileña, cuatro piezas para guitarra" (2002); "Gaita Coquito, Obertura para corno francés, grupo gaitero y orquesta sinfónica" (2003); "Suavecito, Obertura para acordeón y orquesta de cuerdas" (2003); "Cantata Galaica, para contralto, coro mixto y orquesta sinfónica" (2004); "Maritzana, Obertura para flauta piccolo y orquesta sinfónica" (2004); "Capriccio, para viola y orquesta" (2004); "Dos virtuosos en cueros, Concierto para dos solistas de tambor y timbaleta, y orquesta sinfónica" (2004); "Trombosis, Obertura para trombón y orquesta sinfónica" (2004); "El Bajonazo, Obertura para fagote y orquesta sinfónica" (2004); "Los dedos febriles de Gabriela, Obertura para piano y orquesta" (2004); "Trío Catherine para piano, violín y violonchelo" (2004); "Con amor por Catalina, Concierto para arpa, oboe y orquesta de cuerdas" (2004); "Cinco misterios paleontológicos, Concierto para acordeón y orquesta de cuerdas" (2005); y "Fuga con pajarillo, Concierto para flauta, oboe, clarinete, corno y fagote" (Versión 2006).

## Discografía
La reseña que sigue es la realizada en LP y CD ya que no hay una clasificación cronológica de discos en formato de 78 rpm realizados por el músico tanto para compañías discográficas como para estaciones de radio.

### Como artista principal
| Año  | Título                                             | Discográfica                            |
| 1955 | Dinner in Caracas                                  | RCA Victor (EE. UU)                     |
| 1956 | Venezuelan Fiesta                                  | RCA Victor (EE. UU)                     |
| 1956 | Flight to romance                                  | RCA Victor (EE.UU)                      |
| 1956 | Dinner in Colombia                                 | RCA Victor (EE.UU)                      |
| 1956 | Venezuela                                          | RCA Victor (EE.UU)                      |
| 1957 | Criollísima                                        | Cymbal (Venezuela)                      |
| 1957 | Sketches in Rhythm                                 | RCA Victor (EE.UU)                      |
| 1959 | Caracas At Dinner Time                             | Discos Cymbal (Venezuela)               |
| 1959 | El Garrasí                                         | Discos Cymbal (Venezuela)               |
| 1960 | Los Diablos                                        | Discos Cymbal (Venezuela)               |
| 1961 | La mejor música de los Andes Venezolanos           | Discos Cymbal (Venezuela)               |
| 1966 | Boleros Románticos                                 | Polydor (Venezuela)                     |
| 1967 | Maracaibo                                          | Discos Cymbal (Venezuela)               |
| 1967 | Tierra adentro                                     | Discos Cymbal (Venezuela)               |
| 1967 | Colombia y su música                               | Círculo Musical (Venezuela)             |
| 1967 | Dinner in Caracas II                               | RCA Victor (Italia)                     |
| 1968 | Aldemaro Romero Presenta La Onda Nueva             | CBS-La Discoteca (Venezuela)            |
| 1969 | La Epopeya de Bolívar                              | Onda Nueva - Hermanos Antor (Venezuela) |
| 1970 | La Onda Nueva En México                            | Discos Musart (México)                  |
| 1970 | Maracaibo en la noche                              | Círculo Musical (Venezuela)             |
| 1971 | El Fabuloso Aldemaro y su Onda Nueva               | Onda Nueva - Hermanos Antor (Venezuela) |
| 1971 | Onda Nueva/New Wave                                | Columbia Records (EE. UU.)              |
| 1972 | Aldemaro Romero and His Onda Nueva                 | Columbia Records (EE. UU.)              |
| 1972 | Aldemaro Romero y su Onda Nueva en el mundo        | Doral - Hermanos Antor (Venezuela)      |
| 1972 | La Onda Nueva En México (reedición venezolana)     | Onda Nueva - Hermanos Antor (Venezuela) |
| 1972 | La Onda Máxima                                     | Onda Nueva - Hermanos Antor (Venezuela) |
| 1972 | La Onda Brava                                      | Onda Nueva - Hermanos Antor (Venezuela) |
| 1974 | Toma lo que te ofrecí                              | CBS Columbia (España)                   |
| 1975 | Una por una                                        | Ariola Eurodisc (España)                |
| 1976 | Aldemaro Romero E La Sua Onda Nueva                | Istituto Italo-Latinoamericano (Italia) |
| 1976 | Una por una (Edición venezolana)                   | Palacio de la Música (Venezuela)        |
| 1976 | Onda Nueva Instrumental                            | Velvet Música (Venezuela)               |
| 1985 | Concierto popular en el Teatro Teresa Carreño      | Sonográfica (Venezuela)                 |
| 1988 | En el Malibú: Amiga Mía. 50 años en el espectáculo | Supravox (Venezuela)                    |
| 1989 | Como de costumbre                                  | Supravox (Venezuela)                    |
| 1996 | Música Venezolana                                  | Producciones León (Venezuela)           |
| 1997 | Venezuela Espectacular                             | Producciones León (Venezuela)           |
| 1998 | Suites: Fuga Con Pajarillo                         | Producciones León (Venezuela)           |

### Como artista invitado
| Año  | Título                                                   | Artista(s) Principal(es)                                 | Discográfica                                         |
| 1956 | Fiesta Latinoamericana                                   | Alfredo Sadel y Aldemaro Romero con su Orquesta de Salón | RCA Victor (EE. UU.)                                 |
| 1957 | Raul Renau en Montmartre                                 | Raul Renau                                               | Discos Cymbal (Venezuela)                            |
| 1969 | El Pavo Frank y su Nuevo Sonido                          | Frank Hernández y su Orquesta                            | RCA Victor - Hermanos Antor (Venezuela)              |
| 1973 | Mi nombre es Elaiza (Ahora Canta Elaiza)                 | Elaiza Romero                                            | Onda Nueva - Hermanos Antor (Venezuela)              |
| 1975 | Canta a Latinoamérica                                    | María Teresa Chacín                                      | Palacio de la Música (Venezuela)                     |
| 1976 | Elaiza Romero & Augusto Martelli                         | Elaiza Romero y Augusto Martelli                         | Velvet Música (Venezuela)                            |
| 1989 | Imagen Latina                                            | Alberto Naranjo y El Trabuco Venezolano                  | Producciones León (Venezuela)                        |
| 1992 | Henry Rubio Interpreta a Aldemaro Romero y su Onda Nueva | Henry Rubio                                              | Manoca Discos (Venezuela)                            |
| 1993 | Una Sola Vida Tengo                                      | Cecilia Todd                                             | Ediciones Pentagrama (Venezuela)                     |
| 1997 | María Teresa y sus amigos...en Navidad                   | María Teresa Chacín                                      | Producciones Matecha - Latin World Music (Venezuela) |
| 1997 | Jazz Desde Aldemaro                                      | Varios Artistas                                          | Producciones Obeso Pacanins (Venezuela)              |
| 1998 | Danzón - Música de Latinoamérica                         | Orquesta Sinfónica Gran Mariscal de Ayacucho             | Producción Independiente (Venezuela)                 |
| 2001 | Aldemareando                                             | Ofelia del Rosal                                         | Latin World Music (Venezuela)                        |
| 2003 | En concierto                                             | María Rivas y Aldemaro Romero                            | Producción Independiente (Venezuela)                 |
| 2006 | De Conde a Principal: 45 Años.                           | María Teresa Chacín                                      | Producción Independiente (Venezuela)                 |
| 2007 | Inéditos                                                 | Huáscar Barradas                                         | Producción Independiente (Venezuela)                 |
| 2009 | 42 Años instrumenteando                                  | Cheo Hurtado                                             | Producción Independiente (Venezuela)                 |
| 2009 | Tesoros de la Música Venezolana: Caracas                 | Ilan Chester                                             | Producción Independiente (Venezuela)                 |

### Reediciones y recopilaciones digitales
| Año  | Título                                                              | Discográfica                                     |
| 1975 | Caracas...Dama Antañona                                             | Círculo Musical (Venezuela)                      |
| 1990 | Valses Venezolanos                                                  | Fonográfica Gilmar (Venezuela)                   |
| 1992 | Almendra                                                            | BMG US Latin (EE. UU.)                           |
| 1993 | Dinner in Caracas                                                   | BMG US Latin (EE. UU.)                           |
| 1993 | Dinner in Colombia                                                  | BMG US Latin (EE. UU.)                           |
| 1993 | Onda Nueva: Edición Especial para mis amigos (Éxitos en Onda Nueva) | Supravox (Venezuela)                             |
| 1994 | Onda Nueva Vocal                                                    | ANS Records (EE. UU.)                            |
| 1994 | Onda Nueva Instrumental                                             | ANS Records (EE. UU.)                            |
| 1995 | El Disco de Oro de...Aldemaro Romero                                | Fonográfica Gilmar (Venezuela)                   |
| 1996 | Onda Nueva / Onda Maxima                                            | Saludos Amigos CD 62089 (Italia)                 |
| 1999 | Lo mejor de lo mejor: Aldemaro Romero (2 CD)                        | BMG Ariola de Venezuela                          |
| 2001 | La Onda Nueva En México                                             | Sonograma (Venezuela)                            |
| 2001 | El Fabuloso Aldemaro y su Onda Nueva                                | Sonograma (Venezuela)                            |
| 2001 | La Onda Máxima                                                      | Sonograma (Venezuela)                            |
| 2001 | La Onda Brava                                                       | Sonograma (Venezuela)                            |
| 2004 | Lo Máximo: 16 Éxitos de Aldemaro Romero                             | Sonográfica (Venezuela)                          |
| 2004 | La Onda Máxima                                                      | P-Vine Records (Japón)                           |
| 2004 | Istituto Italo-Latino Americano/Roma                                | P-Vine Records (Japón)                           |
| 2004 | El Fabuloso Aldemaro y su Onda Nueva                                | Deja Vu Records (Italia)                         |
| 2005 | Brisa Brasileira                                                    | Sony Direct (Japón)                              |
| 2005 | Onda Nueva/New Wave                                                 | Sony Direct (Japón)                              |
| 2006 | La Onda Máxima                                                      | Deja Vu Records (Italia)                         |
| 2006 | Istituto Italo-Latino Americano/Roma                                | Deja Vu Records (Italia)                         |
| 2007 | 40 Años, 40 Éxitos: Aldemaro Romero, Onda Nueva                     | Velvet Música (Venezuela)                        |
| 2007 | La Onda Nueva En México                                             | Vampisoul (España)                               |
| 2007 | Colombia de gala                                                    | Colmusica (Colombia)                             |
| 2008 | Aldemaro Romero De Colección                                        | IC Records - Producciones Palacio PR (Venezuela) |
| 2009 | Aldemaro Romero Y Su Orquesta de Salón (6 CD)                       | Fonográfica Gilmar (Venezuela)                   |